# Stade Brestois 29 2019-2020
Questa voce raccoglie le informazioni riguardanti lo Stade Brestois 29 nelle competizioni ufficiali della stagione 2019-2020.

## Maglie e divise
| Casa | Trasferta | Terza maglia |

Sponsor ufficiale: Groupe Queguiner
Fornitore tecnico: Nike

## Rosa
Rosa aggiornata al 31 luglio 2020.
| N. |                            | Ruolo | Calciatore          |
| -- | -------------------------- | ----- | ------------------- |
| 1  | Francia (bandiera)         | P     | Gautier Larsonneur  |
| 2  | Francia (bandiera)         | D     | Jean-Kévin Duverne  |
| 5  | Francia (bandiera)         | D     | Brendan Chardonnet  |
| 6  | Francia (bandiera)         | C     | Ibrahima Diallo     |
| 7  | Algeria (bandiera)         | C     | Haris Belkebla      |
| 8  | Francia (bandiera)         | C     | Yoann Court         |
| 9  | Francia (bandiera)         | A     | Kévin Mayi          |
| 10 | Francia (bandiera)         | A     | Gaëtan Charbonnier  |
| 11 | Italia (bandiera)          | C     | Cristian Battocchio |
| 12 | Benin (bandiera)           | D     | David Kiki          |
| 13 | Francia (bandiera)         | C     | Paul Lasne          |
| 14 | Francia (bandiera)         | C     | Irvin Cardona       |
| 15 | Francia (bandiera)         | A     | Alexandre Mendy     |
| 16 | Guyana francese (bandiera) | P     | Donovan Léon        |
| 17 | Francia (bandiera)         | D     | Dénys Bain          |
| 18 | Francia (bandiera)         | D     | Romain Perraud      |

| N. |                    | Ruolo | Calciatore               |
| -- | ------------------ | ----- | ------------------------ |
| 19 | Francia (bandiera) | C     | Ferris N'Goma            |
| 20 | Francia (bandiera) | D     | Gaëtan Belaud (capitano) |
| 21 | Camerun (bandiera) | D     | Jean-Charles Castelletto |
| 22 | Francia (bandiera) | D     | Julien Faussurier        |
| 23 | Francia (bandiera) | C     | Mathias Autret           |
| 24 | Francia (bandiera) | D     | Ludovic Baal             |
| 25 | Francia (bandiera) | C     | Samuel Grandsir          |
| 27 | Francia (bandiera) | C     | Hugo Magnetti            |
| 28 | Francia (bandiera) | C     | Hiang'a Mbock            |
| 29 | Francia (bandiera) | A     | Derick Osei              |
| 30 | Francia (bandiera) | P     | Sébastien Cibois         |
| 30 | Francia (bandiera) | P     | Julien Fabri             |

## Calciomercato

### Sessione estiva(dal 1º/7 al 1º/9)
| Acquisti         | Acquisti           | Acquisti    | Acquisti                   |
| R.               | Nome               | da          | Modalità                   |
| ---------------- | ------------------ | ----------- | -------------------------- |
| D                | Ludovic Baal       | Rennes      | definitivo                 |
| D                | Dénys Bain         | Le Havre    | definitivo                 |
| D                | Jean-Kévin Duverne | Lens        | definitivo (2 milioni €)   |
| D                | Romain Perraud     | Nizza       | definitivo (2 milioni €)   |
| C                | Ibrahima Diallo    | Monaco      | definitivo (2 milioni €)   |
| C                | Paul Lasne         | Montpellier | definitivo                 |
| A                | Irvin Cardona      | Monaco      | definitivo (1,5 milioni €) |
| A                | Samuel Grandsir    | Monaco      | prestito                   |
| A                | Alexandre Mendy    | Bordeaux    | prestito                   |
| Altre operazioni |                    |             |                            |
| R.               | Nome               | da          | Modalità                   |
| D                | David Kiko         | Red Star    | fine prestito              |
| D                | Corentin Jacob     | Tours       | fine prestito              |

| Cessioni         | Cessioni        | Cessioni    | Cessioni                |
| R.               | Nome            | a           | Modalità                |
| ---------------- | --------------- | ----------- | ----------------------- |
| P                | Julien Fabri    | Châteauroux | definitivo              |
| D                | Anthony Weber   | Caen        | definitivo (500 mila €) |
| D                | Quentin Bernard | Auxerre     | definitivo              |
| D                | Guillaume Buon  | Avranches   | prestito                |
| D                | Corentin Jacob  | Rodez       | definitivo              |
| D                | Valentin Henry  | Rodez       | definitivo              |
| C                | Thomas Ayasse   |             | svincolato              |
| C                | Pierre Magnon   | Avranches   | definitivo              |
| A                | Édouare Boutin  |             | svincolato              |
| Altre operazioni |                 |             |                         |
| R.               | Nome            | a           | Modalità                |
| D                | Baba Traoré     | Le Havre    | fine prestito           |
| C                | Ibrahima Diallo | Monaco      | fine prestito           |
| C                | Jessy Pi        | Tolosa      | fine prestito           |

### Sessione invernale(dal 2/1 al 31/1)
| Acquisti         | Acquisti         | Acquisti | Acquisti   |
| R.               | Nome             | da       | Modalità   |
| ---------------- | ---------------- | -------- | ---------- |
| P                | Sébastien Cibois |          | svincolato |
| Altre operazioni |                  |          |            |
| R.               | Nome             | da       | Modalità   |

| Cessioni | Cessioni    | Cessioni | Cessioni |
| R.       | Nome        | a        | Modalità |
| -------- | ----------- | -------- | -------- |
| A        | Derick Osei | Béziers  | prestito |